# 식물카페, 온정
《식물카페, 온정》은 2021년에 개봉한 대한민국의 영화이다.

## 캐스팅
- 강길우 : 현재 역
- 김우겸 : 진우 역
- 박수연 : 서진 역
- 서석규 : 인혁 역
- 이가경 : 시내 역